# 路易斯·卡洛斯·普列斯特斯
路易斯·卡洛斯·普列斯特斯（葡萄牙語：Luís Carlos Prestes；1898年1月3日—1990年3月7日）是巴西共产主义政治人物，曾任巴西的共产党总书记。曾领导游击队进行25000公里的长征，被稱为“希望的骑士”。

## 生平
1898年1月3日，普列斯特斯出生在巴西一个下级军官家庭。幼年丧父，生活贫困。中学毕业后投笔从戎，进入雷阿林戈军事学校学习。1920年获理工数学学位。深受十月革命和马列主义的影响，组织并策划了1922年7月5日的里约热内卢士官暴动。1924年10月，他作为上尉，领导了南里奥格兰德州军营起义，并带领叛乱者向北进军，于1925年3月与圣保罗方面叛军汇合。1927年，革命起义遭到强烈镇压，队伍被迫转入玻利维亚境内。普列斯特斯率领“普列斯特斯纵队起义”1500名士兵在近2年5个月时间里，转战巴西13个州，行军25000公里，这一壮举使普列斯特斯成为巴西乃至国际上的英雄，被稱为“希望的骑士”。
流亡玻利维亚期间，普列斯特斯开始学习马克思主义。1931年，流亡苏联。1934年8月，加入巴西共产党。1935年入选共产国际执行委员。同年任巴西民族解放联盟名誉主席，领导巴西东部城市武装起义，失败后被捕。1945年获释。后任该党总书记并当选为联邦参议员。1947年共产党被确定为非法组织，他转入地下活动。
1964年巴西政变后，普雷斯特斯的公民权利再次被剥夺了十年。他受到政府的迫害，但设法逃脱。1960年代末，他流亡苏联，直到1979年特赦后才返回巴西。
1978年1月3日，他获得捷克斯洛伐克颁发的“友谊勋章”，是该勋章设立以来的首位得主。
1980年3月，由于一系列内部分歧，他被以“年事已高”为由解除巴西的共产党总书记的职务；于是，他发表《致共产党人的信》，与巴西的共产党决裂。
1990年3月7日，去世，得年92岁。
在1980年代，普列斯特斯一直尝试建立一个新的革命政党，但直到1992年，与普列斯特斯思想一致的共产党人才成立了一个组织，名称为“路易斯·卡洛斯·普列斯特斯共产主义潮流”（后来改名为“路易斯·卡洛斯·普列斯特斯共产主义极点”）。